# Valeri Probe
Valeri Probe (en llatí: Valerius Probus) va ser un escriptor romà, considerat per Macrobi "Vir perfectissimus". Va florir uns anys abans d'Aulus Gel·li i, per tant, al començament del segle ii. Formava part de la gens Valèria, una família romana molt antiga, d'origen sabí.
Va escriure uns comentaris sobre Virgili, i posseïa una còpia d'una part important de les Geòrgiques corregida de la mà del mateix autor. Encara que s'ha suposat que podria ser la mateixa persona que Marc Valeri Probe, sembla difícil per raons cronològiques.